# On & On (Cartoon, Jéja dala)
Az On & On a Cartoon nevű észt triónak, továbbá korábbi tagjuknak, Jéjának (Ago Teppand), valamint Daniel Levi énekesnek és dalszerzőnek a dala, amely 2015. július 9-én jelent meg a NoCopyrightSounds lemezkiadónál a YouTube-on. Az Egyesült Államokban arany, az Egyesült Királyságban pedig ezüst minősítést kapott.

## Háttere
A Cartoon akkoriban egy viszonylag kis létszámú zenekar volt, amelyet Joosep Järvesaar (a Bedwetters együttes énekese), Hugo Martin Maasika és Ago Teppand alkottak. Az On & On volt a második daluk amely a NoCopyrightSounds YouTube-csatornán világszerte hatalmas sikert ért el, nagyon rövid idő alatt elérve a 100 millió megtekintést. Négy évvel a dal megjelenése után kiadták a dal spanyol nyelvű változatát, Más Y Más címmel.

## Kereskedelmi teljesítmény
A dal az első két évben több mint 90 millió megtekintést ért el, 2024-re pedig már több mint 500 millióra nőtt, az észt airplay listán pedig az első helyre került annak 39. hetén. A dalt mára már több mint 4,8 millió videóban használták háttérzeneként. A Cartoon továbbá azt állította, hogy ezekben és más médiumokban együttvéve a dalt körülbelül 7,2 milliárdszor hallották, vagyis majdnem a világ teljes lakossága.

## Remixek
2022 decemberében Cartoon és Jéja kiadta az On & On VIP remixét HAVSUN és WAYOUT közreműködésével.
2022 májusában kiadtak egy remixalbumot is On & On Remixes címmel, amely az alábbi számokat tartalmazza:
1. On & On (Time To Talk Remix)
2. On & On (nuumi Remix)
3. On & On (Affe & Cole Phillips Remix)

## Diagramok
| Diagram (2015)           | Helyezés |
| ------------------------ | -------- |
| Észtország (Raadio Uuno) | 1        |

## Minősítések
| Régió                                                            | Minősítés | Eladott példányszám |
| ---------------------------------------------------------------- | --------- | ------------------- |
| Egyesült Királyság (BPI)                                         | ezüst     | 200 000‡            |
| Egyesült Államok (RIAA)                                          | arany     | 500 000‡            |
| ‡ Eladási+streaming példányszámok kizárólag a minősítés alapján. |           |                     |

## Fordítás
Ez a szócikk részben vagy egészben  az   On & On (Cartoon song) című angol Wikipédia-szócikk ezen változatának fordításán alapul.  Az eredeti cikk szerkesztőit annak laptörténete sorolja fel. Ez a jelzés csupán a megfogalmazás eredetét és a szerzői jogokat jelzi, nem szolgál a cikkben szereplő információk forrásmegjelöléseként.